# Northern River Street Historic District

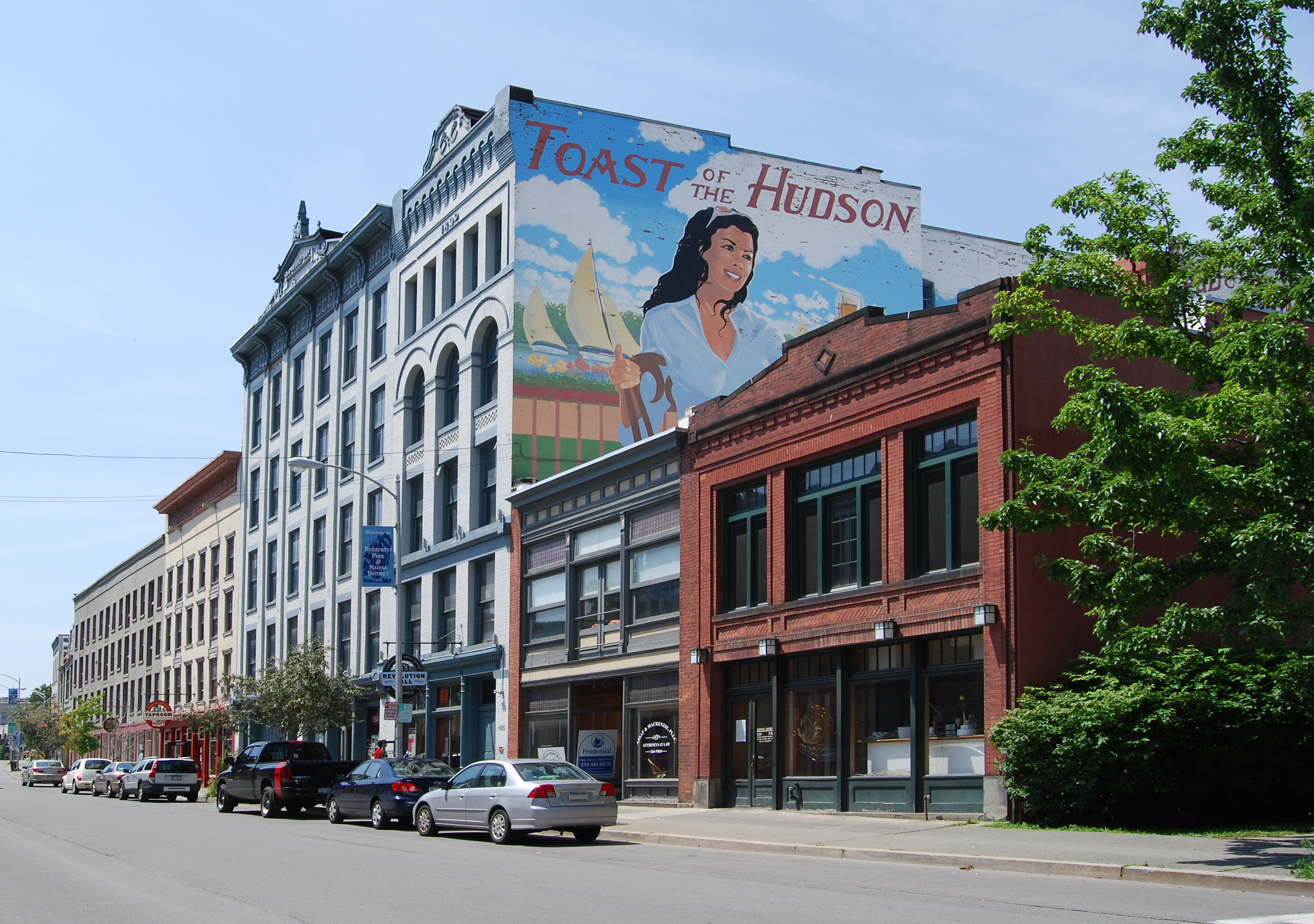
Blick nach Südwesten von der Kreuzung zwischen Jacob und River Street

Northern River Street Historic District ist der Name eines Denkmalschutzbezirks an der River Street (dem an der Stelle südwärts gerichteten U.S. Highway 4) nördlich der Federal Street und einen Block östlich der Green Island Bridge in Troy, New York in den Vereinigten Staaten. Er wurde 1988 dem National Register of Historic Places zugefügt und trägt die Bezeichnung zur Unterscheidung zu dem früher bestehenden River Street Historic District, der einer von fünf Historic Districts in Troy war, die 1986 zum Central Troy Historic District zusammengelegt wurden.
Die Fläche des Bezirks umfasst 80 Ar. Darauf stehen 13 industrielle und gewerbliche Bauten aus Backstein, die zwischen der Mitte des 19. Jahrhunderts und Anfang des 20. Jahrhunderts entstanden. Diese Zone wurden vom Rest des Zentrums durch den Bau der Rensselaer and Saratoga Railroad abgeschnitten und entwickelte sich so zu einem Zentrum der in Troy vorherrschenden Industriezweige jener Zeit, vor allem der Textilindustrie. Als diese Wirtschaftszweige ab der Mitte des 20. Jahrhunderts immer unbedeutender wurden, trugen der Ausbau der Federal Street als Zufahrt zur Brücke und andere Maßnahmen der Stadterneuerung zur weiteren Isolierung des Straßenzuges bei. Demzufolge blieb das Gebiet von umfangreichen Erneuerungsmaßnahmen verschont und blieb weitgehend intakt.

## Geographie
Der Denkmalschutzbezirk umfasst die Gebäude 403–429 an der Westseite und die Gebäude 420–430 an der Ostseite der River Street. Die daraus resultierende Fläche ist unregelmäßig.

## Gebäude

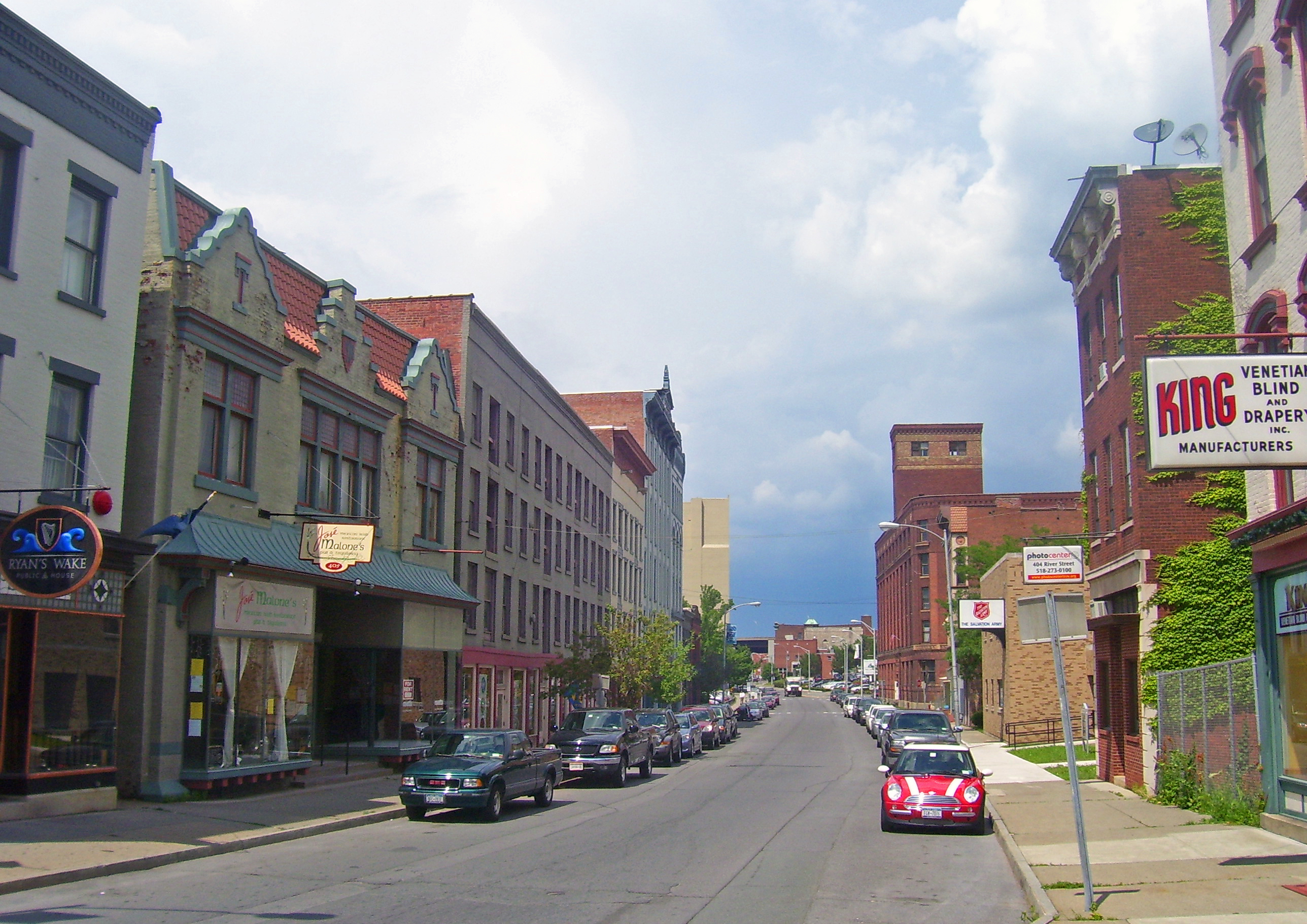
Blick nach Norden an der River Street entlang, von der Federal Street aus

Die Westseite des Straßenzugs wird von dem Gebäude 409–415 River Street dominiert, einem vierstöckigen ehemaligen Lagerhaus mit sechs Jochen, das aus den 1840er Jahren stammt und damit das älteste Gebäude in dem Bezirk ist. Die Pilaster aus Brownstone an der Frontseite zeugen vom bestimmenden Einfluss des Neoklassizismus zur Zeit der Erbauung. Das Nachbargebäude 417–419 River Street ist hoch, umfasst aber nur drei Joche und wurde ein Jahrzehnt später im ähnlichen Stil erbaut. Anschließend folgt mit 421–423 River Street das 1885 erbaute Gebäude der H.C. Curtis Collar Co. Mit sechs Jochen und fünf Stockwerken ist es das größte Gebäude in diesem historischen Distrikt. Da Gesims ist mit Ornamenten aus gepressten Metall versehen, eine Inschrift lautet 1868 REBUILT 1884.
Am Nordende der Gebäudereihe befindet sich 425 River Street, ein schmales 1892 erbautes Haus mit fünf Stockwerken. Die oberen Fensterreihen sind Bogenfenster und gehen aus Backsteinpilastern hervor, die von unten kommen. Dekorative Backsteinläufer laufen um das Gebäude. Weiter nördlich stehen zwei kleinere Gebäude, die um 1910 entstanden und die neuesten Bauwerke im Bezirk sind.
Südlich des großen Lagerhauses stehen noch zwei kleinere Gebäude. 403 River Street ist dreistöckig und stammt aus derselben Zeit wie das Lagerhaus. 405–407 River Street entstand 1888 als Gaiety Theatre und wurde nach einem Brand zwanzig Jahre später im Stil des Dutch Colonial Revival mit Staffelgiebeln wieder aufgebaut.
Die Ostseite wird von drei breiten dreistöckigen Backsteinlagerhäusern dominiert, die alle um 1885 entstanden. Nördlich davon befindet sich mit at 428–430 River Street ein etwa zehn Jahre später entstandenes zweistöckiges Backsteingebäude.

## Geschichte
Der Straßenzug wurde vom Zentrum Troys durch den Bau der Rensselaer and Saratoga Railroad in den 1830er Jahren abgetrennt. Die Bahnstrecke führte von einer inzwischen nicht mehr bestehenden Brücke auf einer Trasse parallel zur Federal Street in die Stadt. Durch die Eisenbahn und die Verfügbarkeit von Wasserkraft durch den nahegelegenen Fluss wurde das Gebiet ein attraktiver Standort für die Produktion von abnehmbaren Kragen, die sich aus der ortsansässigen baumwollverarbeitenden Industrie entwickelt hatte und die damit verbundenen Lagerhäuser, die der Stadt Troy ihren dauerhaften Spitznamen verschaffte.
Der Raum in dem Gebiet war beschränkt und spätere Erweiterungen erfolgten im nördlichen Randbereich der Stadt, wo Platz verfügbar war. Die Eisenbahntrasse wurde schließlich entfernt, als die Textilindustrie im 20. Jahrhundert im Niedergang war und abnehmbare Hemdkragen nicht mehr im früheren Maße benötigt wurden; stattdessen wurde die Straße erweitert. Einige der Anwesen zwischen Federal und Jacob Street wurden in den 1950er Jahren zu anderen Verwendungszwecken umgebaut. Die örtlichen Stadterneuerungsmaßnahmen in den 1960er und 1970er Jahren isolierten das Gebiet noch stärker von der Downtown Troys, führten gleichzeitig dazu, dass die Gebäude des Bezirks im Wesentlichen intakt blieben und als Übergang zwischen dem gewerblichen Troy im Süden sowie dem industriell genutzten Troy im Norden konserviert wurden.
Der Straßenzug ist nicht nur im National Register of Historic Places verzeichnet, sondern auch Teil des Riverfront Historic Districts, den die Stadtverwaltung ausgewiesen hat. Besondere Bauverordnungen und ein Bebauungsplan sind in Kraft, um den historischen Charakter zu bewahren. Der Straßenzug wurde mit kleinen Einzelhandelsgeschäften und Restaurants neu belebt, etwa das River Street Café im Obergeschoss von 429 River Street, das den Hudson River überblickt.